# تیپ ۳۵ تکاور

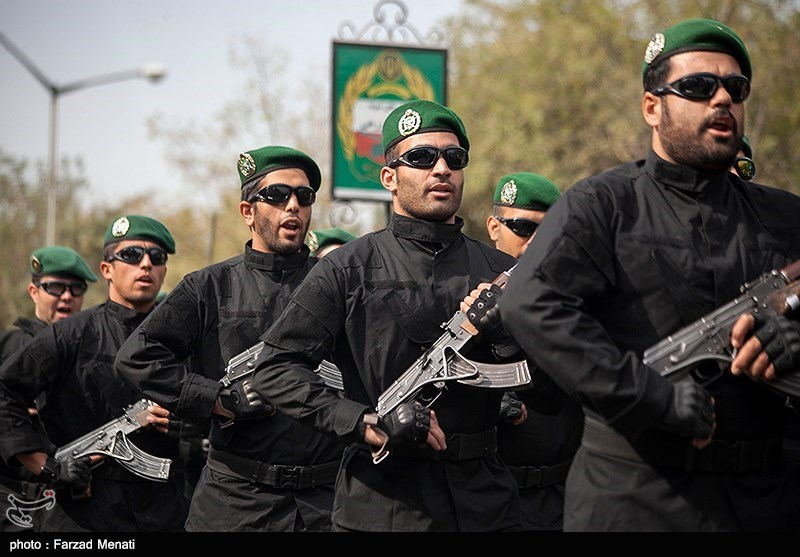
رژه نیروهای تیپ ۳۵ تکاور به‌مناسبت سالگرد جنگ ایران و عراق در سال ۱۳۹۷، کرمانشاه

تیپ ۳۵ تکاور یا تیپ ۳۵ فاتح تکاور از تیپ‌های تکاوری نیروی زمینی ارتش جمهوری اسلامی ایران است، که ستاد فرماندهی آن در منطقه جیرانبلاغ، در ۲۵ کیلومتری شهر کرمانشاه مستقر می‌باشد. این تیپ در سالهای اخیر با تغییر ماهیت و استفاده از کارکنان حرفه‌ای پایور در ساختار سازمانی خود، به یگان نیروی مخصوص واکنش‌سریع تغییر ماهیت داده‌است. هم‌اکنون سرهنگ  محمدرضا معتضدیان فرماندهی تیپ ۳۵ نیرو مخصوص را برعهده دارد.